# NGC 3806
NGC 3806 este o infrared source⁠(d) situată în constelația Leul. A fost descoperită în 21 aprilie 1862 de către Heinrich Louis d'Arrest.